# Чако (национальный парк)
Чако — национальный парк в Аргентине, расположен в одноимённой провинции. Площадь охраняемой территории — 150 км². Организован в 1954 году для защиты равнин восточного Чако. Годовые осадки — между 750 и 1300 мм.
В восточной части парка протекает река Рио-Негро. Ближайшие крупные населённые пункты — Ресистенсия и Пресиденсия-Роке-Саэнс-Пенья. На территории парка располагаются поселения народностей мокови и тоба.

## Флора и фауна
Среди защищаемых видов — деревья квебрахо. Леса из Schinopsis balansae когда-то росли на севере провинции Санта-Фе и в западной части Чако, а также заходили в северо-восточные районы провинции Корриентес. Прочность древесины квебрахо и высокое содержание в ней танинов привели к тому, что вырубки заметно сократили площадь этих лесов.
На территории парка имеются несколько биомов: саванна, болото, покрытые кустарником поля, небольшие озёра. Породы схинопсис квебрахо-колорадо, белое квебрахо, Prosopis alba и табебуйя, произрастающие в парке имеют коммерческую ценность.
Фауна представлена пумами, капибарами, броненосцами, тапирами, вискашами, обезьянами-ревунами. В озёрах водятся кайманы.

## Галерея

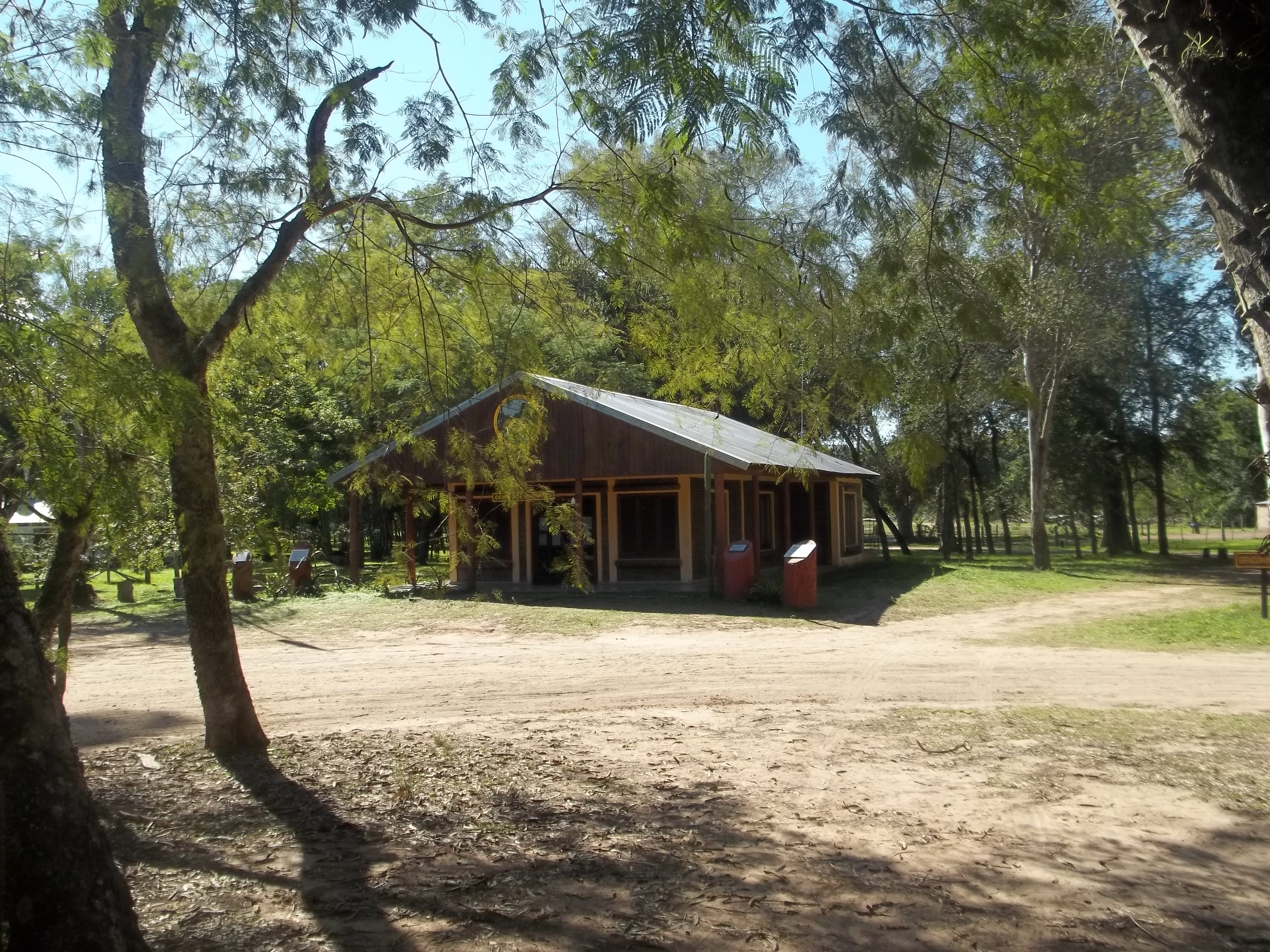
Информационный центр парка
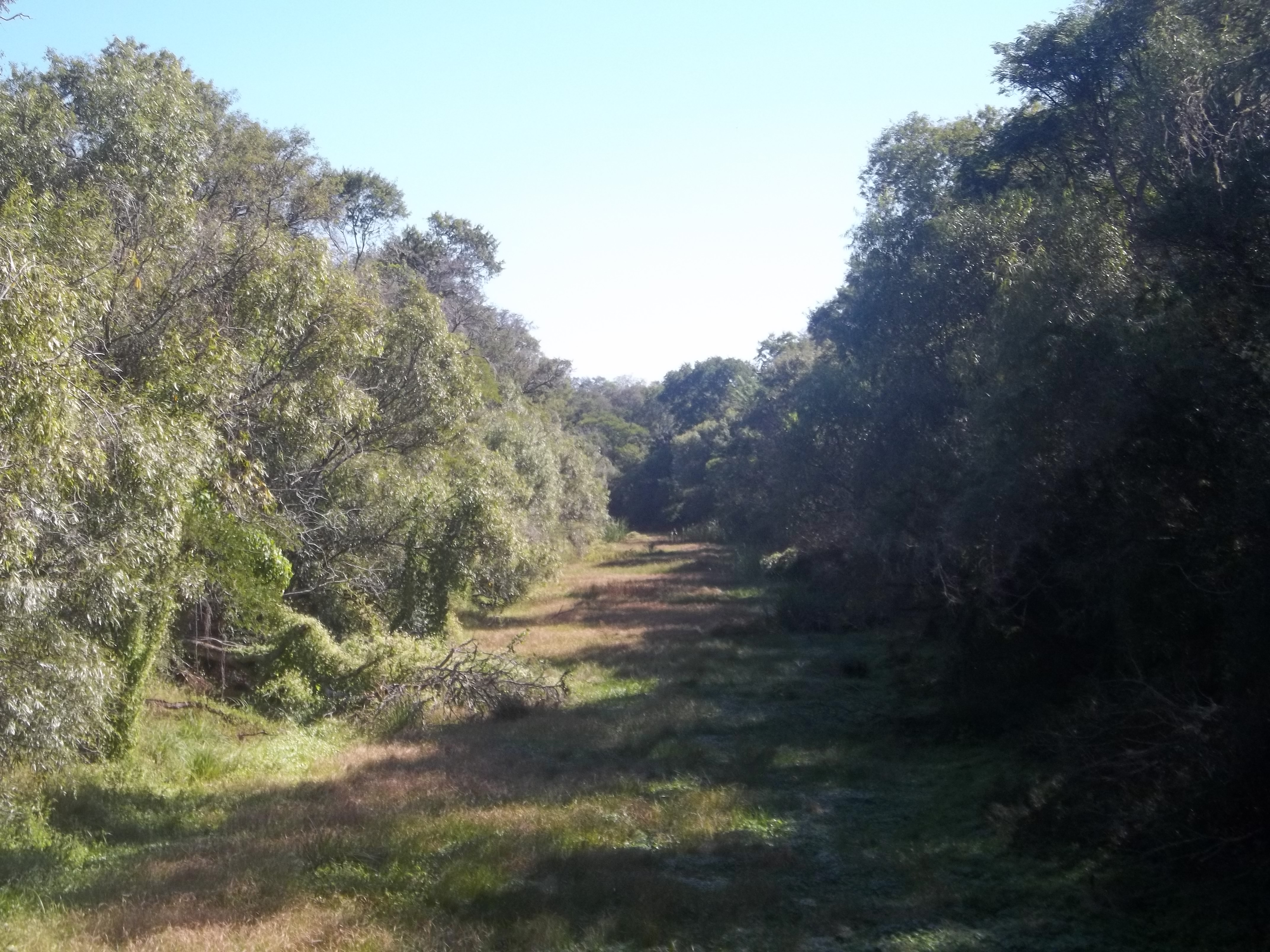
Река Рио-Негро на территории парка